# Манджит Бава
Манджит Бава (*ਮਨਜੀਤ ਬਾਵਾ, 1941 —29 грудня 2008) — сучасний індійський художник.

## Життєпис
Походив з мистецької родини. Народився у 1941 році у м. Дхурі (Пенджаб). З дитинства захопився малюванням. В цьому на нього вплинув старший брат Манмохан, комерційний художник. Усвідомивши потенціал Манджита, Манмохан записав його до художнього класу Абані Сени Школи мистецтв (Нью-Делі), де Манджит засвоїв свої перші навички з малювання. Тут він навчався у 1958–1963 роках.
У 1964 році переїздить до Великої Британії, де навчається у Лондонській школі друку, де ознайомився із шовкографією. Водночас вивчав європейський живопис, його стилі. У 1971 році повертається до Індії. Згодом одружується. разом з тим продовжує вдосконалювати свою майстерність, займається пошуками власного художнього стилю. В цей період захоплюється тантризмом. Для отримання натхнення багато подорожує північною, західною та центральною Індією.
Із середини 1970-х років активізує свою участь у численних виставках як групових, так індивідуальних. Окрім побутових образів художник відгукувався у своїй творчості й на події всередині країни. Це відображено у серії робіт, що сформували виставку «Відображення совісті 1984–2004 рр.», присвячену міжконфесіональному та міжнаціональному миру. Наймасштабнішою стала виставка «Сучасні мініатюри і останні роботи Манджіта Бави», що пройшла в галереї Bose Pacia Modern (Нью-Йорк) у 2000 році.
У 2005 році з художником стався інсульт. Він перебував у комі протягом 3 років. Помер 29 грудня 2008 року у Нью-Делі.

## Творчість
У ранні роки свого творчості, вже після повернення з Великої Британії, Бава експериментував з тантричними формами, поки не змінив напрям, вирішивши випробувати на своїх полотнах схожі на хмари абстрактні мінливі форми. Потім почав експериментувати з формами розділених кінцівок, які поступово з'єднувалися, утворюючи образ.
М.Бава волів не зображати наготу, тому чуттєвість його робіт ніколи не була явною, але тонкою і такою, що наводить на роздуми, що знаходиться у вигинах пластичних кінцівок, у погляді або позі, у рухах, ніколи не була крикливою або брутальною. Серед його картин є такі, що мають елементи чорного гумору.
Використання Манджитом яскравих відтінків викликало критику його робіт за їх «льодяникову» яскравість, але художник проігнорував своїх критиків, продовжуючи експериментувати з яскравими, пульсуючими кольорами, які захоплювали його уяву. Найулюбленішими кольорами були яскраво-жовтий, зелений, блакитний, синій та червоний.
Серйозне захоплення Бави «Пуранами», «Упанішадами», «Рамаяною» і «Махабхаратою» внесло в його мистецтво містичні образи, такі як Джатаю, Дхритараштра і Гандхариі одноногий Дхарма, ідоли давнини, зображені у драматичні моменти. Картини спонукають до роздумів, медитації, занурені в суфійський містицизм, водночас сповнені чуттєвістю і еротизмом.
Показовими картинами Манджита Бави є «Рожеве поле і музика з флейтою», мініатюри із зображенням Крішни 9часто без назви), «Святий суфій».